# Elizabeth Reaser
Elizabeth Ann Reaser, ameriška gledališka, televizijska in filmska igralka, *15. junij 1975, Bloomfield, Michigan, Združene države Amerike.
Njena dela vključujejo filma Stay in Nova v družini, filmsko serijo Somrak ter televizijske serije Saved, Talenti v belem in The Ex List.

## Zgodnje življenje
Elizabeth Ann Reaser se je rodila v Bloomfieldu, Michigan, Združene države Amerike, predmestju Detroita, kot hči Karen Davidson in Johna Reaserja. Je druga od treh hčera. Njena starša sta razvezana. Njena mama se je kasneje poročila s poslovnežem, miljarderjem Williamom Davidsonom; po njegovi smrti je Karen Davidson postala lastnica podjetja Detroit Pistons. Diplomirala je na kolidžu Juilliard, kasneje pa se je šolala še na akademiji Sacred Heart v Bloomfield Hillsu.
Elizabeth Reaser je dejala, da je že v otroštvu želela postati igralka: »Vedno sem si želela postati igralka, odkar se spominjam. Odrasla sem v zelo subjektivni družini, ki je v dnevni sobi gledala zelo slabe serije. A to je tisto, kar rada počnem.«

## Kariera
Elizabeth Reaser je v začetku kariere igrala v gledališču; nekoč je nastopala v gledališki igri, ki sta si jo ogledala le dva človeka. V gledališču je igrala med letoma 1999 in 2005; v tem času je med drugim igrala Perdito v gledališki igri Zimska pravljica Williama Shakespearea.
Svojo prvo televizijsko vlogo je dobila leta 1998, ko je zaigrala Molly v televizijski seriji Sports Theater with Shaquille O'Neal, natančneje epizodi »Scrubs«. V naslednjih letih je zaigrala v serijah Sopranovi ter Zakon in red: Zločinski naklep in v filmih The Beliver ter Mind the Gap. Oktobra leta 2004 jo je revija Interview vključila na svoj seznam »14 bodočih«, najboljših neodkritih kreativnih žensk. Že leto dni pozneje je pritegnila pozornost s filmi Nova v družini in Sweet Land; za svoj nastop v filmu Sweet Land je prejela nagrado filmskega festivala Newport Beach v kategoriji za »najboljšo igralko v filmu« ter nominacijo za nagrado Independent Spirit Award v kategoriji za »najboljšo glavno žensko igralko«. Leta 2006 pritegnila pozornost z vlogo Alice Alden, M.D. v televizijski seriji Saved; na vlogo v seriji se je pripravljala tako, da je nekaj časa preživela v bolnici in preučevala vedenje tamkajšnjih medicinskih sester ter zdravnikov.
Med letoma 2007 in 2008 je Elizabeth Reaser igrala eno izmed stranskih vlog v seriji Talenti v belem. V seriji je zaigrala neznano nosečnico z amnezijo. Za svoj nastop je bila nominirana za nagrado emmy v kategoriji za »izstopajočo stransko igralko v dramski seriji«, skupaj s celotno igralsko zasedbo pa še za nagrado Screen Actors Guild Award v kategoriji za »izstopajoči nastop igralske zasedbe v dramski seriji«.
Elizabeth Reaser je leta 2008 dobila vlogo Esme Cullen v filmu Somrak, posnetem po istoimenski knjižni uspešnici Stephenie Meyer. Leta 2009 je s svojo vlogo nadaljevala tudi v nadaljevanju filma, filmu Mlada luna, leta 2010 pa v filmu Mrk. V letih 2011 in 2012 bosta izšli še dve nadaljevanji filma, Jutranja zarja - 1. del in Jutranja zarja - 2. del.
Oktobra 2010 je izšla epizoda serije Dobra žena, kjer je zaigrala tudi Elizabeth Reaser.

## Zasebno življenje
O zasebnem življenju Elizabeth Reaser ni znano veliko; nikoli ni bila poročena in govorilo se je, da je bila nekaj časa v razmerju z romanopiscem Adam Rapp.
Organizacija PETA je poročala, da je vegetarijanka.

## Filmografija

### Filmi
| Leto | Film                                   | Vloga                    | Ostalo       |
| ---- | -------------------------------------- | ------------------------ | ------------ |
| 2001 | Thirteen Conversations About One Thing | Mlado dekle v razredu    |              |
| 2001 | The Believer                           | Miriam                   |              |
| 2002 | Emmett’s Mark                          | Alison Holmes            |              |
| 2004 | Mind the Gap                           | Malissa Zubach           |              |
| 2005 | Nova v družini                         | Susannah Stone Trousdale |              |
| 2005 | Stay                                   | Athena                   |              |
| 2005 | Sweet Land                             | Inge                     |              |
| 2006 | Puccini for Beginners                  | Allegra Castiglione      |              |
| 2006 | The Wedding Weekend                    | Julep                    |              |
| 2007 | Purple Violets                         | Bernadette               |              |
| 2008 | Somrak                                 | Esme Cullen              |              |
| 2009 | Mlada luna                             | Esme Cullen              |              |
| 2009 | Against the Current                    | Liz Clarke               |              |
| 2010 | Mrk                                    | Esme Cullen              |              |
| 2011 | Young Adult                            |                          | Glavna vloga |
| 2011 | The Art of Getting By                  | Charlotte Howe           |              |
| 2011 | Jutranja zarja - 1. del                | Esme Cullen              | V snemanju   |
| 2012 | Jutranja zarja - 2. del                | Esme Cullen              | V snemanju   |

### Televizija
| Leto      | Naslov                               | Vloga                         | Ostalo              |
| --------- | ------------------------------------ | ----------------------------- | ------------------- |
| 1999      | Sports Theater with Shaquille O'Neal | Molly                         | 1 epizoda: »Scrubs« |
| 2000      | Sopranovi                            | Stace                         | »D-Girl«            |
| 2002      | Zakon in red: Zločinski naklep       | Serena Whitfield              | »The Insider«       |
| 2004      | Hack                                 | Elaine Jones                  | »Extreme Commerce«  |
| 2004      | The Jury                             | Rachel Byrnes                 | »Pilot«             |
| 2006      | Saved                                | Alice Alden, M.D.             |                     |
| 2006      | Standoff                             | Anya Reed                     | »Heroine«           |
| 2006      | Zakon in red: Zločinski naklep       | Jillian Slaughter             | »Proud Flesh«       |
| 2007–2008 | Talenti v belem                      | Ava / Rebecca Pope / Jane Doe | 17 epizod           |
| 2008      | Wainy Days                           | Annie                         | »The Waindow«       |
| 2008–2009 | The Ex-List                          | Bella Bloom                   |                     |
| 2010      | Dobra žena                           | Tammy Linnata                 | 3 epizode           |

### Oder
| Leto | Naslov                  | Vloga                               | Teater                        |
| ---- | ----------------------- | ----------------------------------- | ----------------------------- |
| 1999 | Sweet Bird of Youth     | Heavenly                            | La Jolla Playhouse            |
| 2000 | The Hologram Theory     | Mimi                                | Blue Lights Theatre Company   |
| 2001 | Blackbird               | Froggy                              | Bush Theatre (v Londonu)      |
| 2001 | Closer                  | Alice                               | Portland Center Stage         |
| 2002 | Stone Cold Dead Serious | Shaylee Ledbetter / Sharice         | American Repertory Theatre    |
| 2003 | Zimska pravljica        | Perdita                             | Classic Stage Company         |
| 2005 | Top Girls               | Pacientka Griselda / Nell / Jeanine | Williamstown Theatre Festival |

## Nagrade in nominacije
| Leto | Nagrada                                   | Kategorija | Delo            | Osvojila? |
| ---- | ----------------------------------------- | --- | --------------- | --------- |
| 2006 | Nagrada filmskega festivala Newport Beach | Najboljša igralka v filmu | Sweet Land      | Da        |
| 2007 | Emmy                                      | Izstopajoča stranska igralka v dramski seriji | Talenti v belem | Ne        |
| 2007 | Independent Spirit Award                  | Najboljša glavna ženska igralka | Sweet Land      | Ne        |
| 2008 | Screen Actors Guild Award                 | Izstopajoči nastop igralske zasedbe v dramski seriji (skupaj z Justinom Chambersom, Ericom Daneom, Patrickom Dempseyjem, Katherine Heigl, T.R. Knightom, Chylerjem Leighom, Sandro Oh, Jamesom Pickensom, Ellen Pompeo, Saro Ramirez, Brooke Smith, Kate Walsh, Isaiahom Washingtonom in Chandro Wilson) | Talenti v belem | Ne        |
| 2009 | Prism Award                               | Najboljši nastop v več epizodah dramske serije | Talenti v belem | Ne        |